# 로세트
로세트(rosett) 또는 스트루바(struva)는 북유럽의 반죽 튀김 과자이다. 기름에 담가 뜨겁게 달군 철제 틀을 달걀, 우유, 설탕 등이 들어간 밀가루 반죽물에 담가 반죽을 묻힌 다음, 반죽이 묻은 로세트 틀을 다시 기름에 담가 튀겨 만든다. 핀란드의 티파레이패가 로세트의 일종으로 여겨지기도 한다. 율(크리스마스) 시기에 먹는 명절 음식이며, 미국에서도 미네소타주 등지의 북유럽계 미국인들이 즐겨 먹는다.

## 이름
- 노르웨이
  - 보크몰 사용 지역: 로세트바켈세(rosettbakkelse, 복수형: rosettbakkelser 로세트바켈세르[*]) 또는 로세테르(rosetter, 단수형: rosett 로세트[*])
  - 뉘노르스크 사용 지역: 로세트바켈스(rosettbakkels, 복수형: rosettbakkelsar 로세트바켈사르[*]) 또는 로세타르(rosettar, 단수형: rosett 로세트[*])
- 덴마크: 로세트바켈세(rosetbakkelse, 복수형: rosetbakkelser 로세트바켈세르[*])
- 스웨덴: 스트루바(struva, 복수형: struvor 스트루보르[*])
- 핀란드: 로세티(rosetti, 복수형: rosetit 로세티트[*])
- 영어권: 로제트(rosette), 로제트 쿠키(rosette cookie)

## 사진

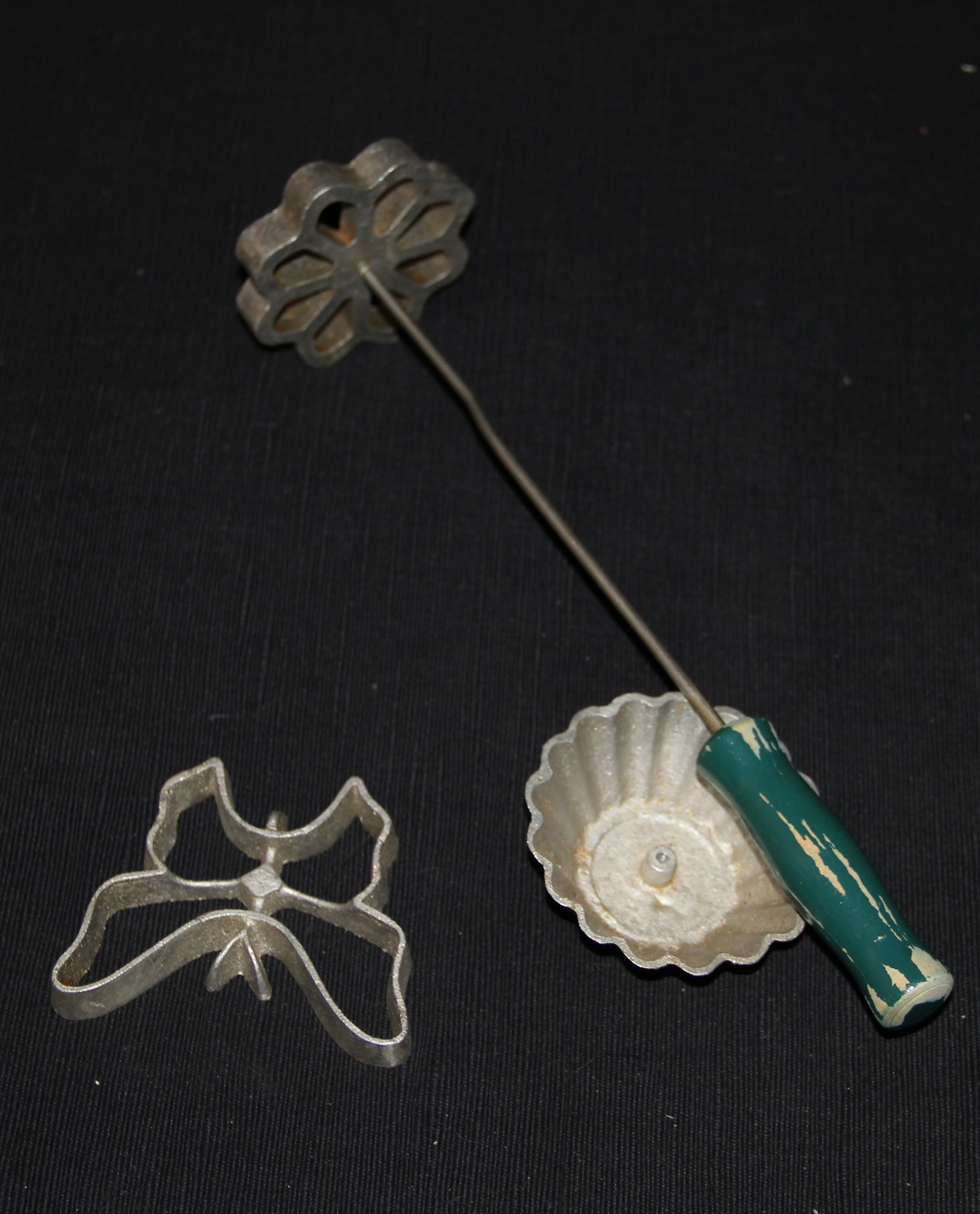
로세트 틀

## 같이 보기
- 나네 판제레
- 데미르 타틀르스
- 아차팜
- 코키스
- 쿠이 로양
- 플로르
- 반죽 튀김 목록